# Conde de Wisborg
Conde de Wisborg es un título nobiliario luxemburgués creado en varias ocasiones para príncipes de Suecia que tras contraer matrimonio morganático, fueron privados de sus títulos suecos.·.
El título hace referencia al castillo de Visborg, en la isla de Gotlandia, antiguo ducado del primer titular.